# Кабицы
Кабицы — хутор в составе Барковского сельсовета Тимского района Курской области России.

## География
Расположен в 15 км к северо-западу от посёлка Тим, вдоль автодорогитрассы Курск—Воронеж. Примыкает к лесным участкам (Волчонков, Тарасов, Чекановский — местные названия лесных массивов).

## История
Название хутора происходит от устаревшего слова «кабица», что означало на русских говорах Дона и Кубани, а также в украинском языке — печь или очаг. Время основания точно не известно. В 1950—1970 годах был процветающим колхозом и насчитывал около 70—80 дворов.

## Современное состояние
В настоящее время является вымирающей деревней, где официально проживает одна семья (2 человека). Хутор насчитывает 6 домов, 5 из которых пустуют. В летний период времени количество проживающих увеличивается до 5—7 человек.
На 2024 г. жителей нет.

## Население
| 2002 | 2010 |
| ---- | ---- |
| 5    | ↘2   |

национальный состав
Согласно результатам переписи 2002 года, в национальной структуре населения русские составляли 100 % из 5 человек.
Гендерный состав
В 2010 году в селе проживал 2 человека — по одному мужчине и женщине.

## Инфраструктура
Было развито сельское хозяйство, действовал колхоз.

## Транспорт
Европейская трасса Е38. Остановка общественного транспорта «Кабицы».